# الحملة العباسية على آسيا الصغرى (806)
فَتْحُ هرقلة أَوْ الْحَمْلَةُ الْإِسْلَامِيَّةُ عَلَى آسِيَا الصُّغْرَى 806م أْوَ الْغَزْوُ الْعَبَّاسِيُّ لِآسِيَا الصُّغْرَى عَامَ 806م أكْبَر حملةٍ عسكريةٍ شَنَّتها الخلافة العباسية على الإمبراطورية البيزنطية بعد حصار الرشيد للقسطنطينية (165هـ/782م)، وكانت بقيادة الخليفة هارون الرشيد (حكم ما بين 170-193هـ/787-809م). كان البيزنطيون قد هاجموا المناطق الحدودية في العام السابق واحتلوا منطقة الثغور الإسلامية وهددوا منطقة العواصم تهديداً مباشراً بقيادة نقفور الأول (حكم ما بين 802-811).
أراد الرشيد ردّاً رادعاً يتناسب مع نقض نقفور المتكرر للصلح الذي كان يطلبه كل مرة. وفق المصادر الإسلامية التي تناولت الوقائع يقدر الجيش العباسي بما بين مائةٍ وخمسين ألفاً ومئتي ألفٍ منهم 135,000 جنديٍّ نظامي. هاجمت الحملة إِقليم قباذوقية فلم تلق مقاومةً جديةً بسبب تخوف البيزنطيين من مواجتهها وخسارة قوتهم الضاربة فيصبح الطريق مفتوحاً لغزو باقي الأناضول، وهكذا استولى الرشيد على عددٍ من المدن والحصون أهمها مدينة هِرَقْلَة أو هِرَقْلِيَة مما أجبر نقفور على طلب الموادعة مقابل أداء الجزية، غير أنّه انتهك شروط المعاهدة بعد انسحاب المسلمين، وأعاد احتلال الثغور الحدودية التي كان أُجبر على التخلي عنها.
هذه الانتهاكات لم تُواجَه بردودٍ قويةٍ اللهم إلا الهجوم المضاد المباغت الذي سارع إليه الرشيد واحتل بنتيجته مدينة ثيباسا. ويعزى السبب إلى كون هذه الانتهاكات أعادت الحدود إلى سابق عهدها المستقر بين الدولتين منذ عهد الأمويين فلم تشكل تهديداً جدياً للدولة، كما أنها جاءت بعد انشغال الرشيد بمواجهة ثورات المتمردين في خراسان (الأرجح قيام نقفور بها بعد ورود معلوماتٍ استخباراتية عن فتن خراسان)، ونجاح خطة الرشيد في الردع ما أدى إلى إقلاع نقفور عن سياسته العدوانية تجاه العباسيين. ثم أتت وفاة الرشيد بعد ثلاث سنوات، واندلاع الحرب بين الأمين والمأمون التي بدأت عام 809م، فضلاً عن انشغال بيزنطة بالحروب مع البلغار. هذه العوامل كلها ساهمت في وقف الحروب الإسلامية البيزنطية لعقدين من الزمن.

## الخلفية التاريخية
بعد عدة فتوحاتٍ عباسيةٍ في آسيا الصغرى اضطرت الإمبراطورة أيرين أن تجنح للسلم وتطلب صلحاً لأربعة أعوامٍ من الخليفة هارون الرشيد، وبموجبه تقرّر تبادل الأسرى وتوقّف العباسيين عن غزو الأراضي البيزنطية مقابل عودة بيزنطة لأداء الجزية السنوية وفق الشروط التي كان متفقاً عليها في هدنة ثلاث السنوات السابقة التي تلت أول حملةٍ واسعة النطاق شنها هارون الرشيد العام 165هـ/782م إبان خلافة أبيه «محمد المهدي» (158-169هـ/775-786م) وحاصر فيها القسطنطينيّة. وبعد عزل أيرين أثينا في تشرين الأول/أكتوبر 802م، وتَولي قائد الجيش الحكم باسم نقفوريوس الأول (نقفور الأول عند المؤرخين المسلمين) مفتتحاً عهد الأسرة المقدونية بدأت الغارات والمناوشات العسكرية تشتد وتستعر. ويبدو أنه كان عدوانياً محباً للحرب فوفقاً لمصدر سرياني فقد قام إلبيديوس أحد النبلاء البيزنطيين المنشقين اللاجئين إلى الدولة العباسية بعد علمه بتولي نقفور الأول بتحذير والي منطقة الجزيرة الفراتية العليا ناصحاً إياه أن يدع لباس الحرير ويتأهب لما هو قادم. ابتدأ نقفور سياسةً عدوانيةً فقد كان -كمغتصبٍ للعرش- بحاجةٍ للشرعية التي تعضد حكمه، وارتأى تحقيقها عبر نصرٍ على العدو التقليدي لبيزنطة ألا وهو العرب.
يرى البعض أن نقفور كان مصمماً على إعادة ملء الخزينة الإمبراطورية من خلال عدة تدابيرَ أبرزها وقف أداء الجزية، بل ذهب أبعد من ذلك فطلب استرداد الجِزى التي أدتها أيرين بحجة أنها إنما فعلت ذلك ضعفاً منها لأنها امرأة تلميحاً إلى حاكمٍ جديدٍ وسياسةٍ جديدةٍ، لكنّ كتابه الفظ شديد اللهجة الذي أرسله إلى الخليفة يوضّح بجلاءٍ أن هدفه الفعلي استثارة حفيظة ساسة الدولة العباسية أكثر من حقيقة عَوَزه للمال، فقد كان بمنزلة نُذُر حربٍ، إذ توعّد العباسيين صراحةً بالحرب إن لم ينزلوا على شروطه التي لايُتصور قبولها:
| الحملة العباسية على آسيا الصغرى (806) | من نقفور ملك الروم، إلى هارون ملك العرب، أما بعد، فإن الملكة التي كانت قبلي(يقصد أيرين) أقامتكَ مقام الرخ وأقامت نفسها مقام البَيْدق، فحملت إليكَ من أموالِها ما كُنتَ حَقيقاً بحمل أمثالها إليها، لكن ذاك ضعف النساء وحُمْقُهن، فإذا قرأتَ كتابي، فاردد ما حصل قِبَلك من أموالها، وافتدِ نفسك بما يقع به المصادرة لك، وإلا فالسيفُ بيننا وبينك | الحملة العباسية على آسيا الصغرى (806) |

ما إن قرأ الخليفة الكتاب حتى غضب غضباً شديداً، «واستعجم الرأي على الوزير أن يشير عليه» على حد وصف الطبري (توفي 320هـ)، فدعا بدواةٍ وكتب على ظهر الكتاب رسالةً مُختصرةً غدت مضرب المثل:
| الحملة العباسية على آسيا الصغرى (806) | من هارون أمير المؤمنين، إلى نقفور كلب الروم، قد قرأت كتابك ياابن الكافرة، والجواب ما تراه دون ما تسمعه، والسلام | الحملة العباسية على آسيا الصغرى (806) |

ولوضع جوابه سراعاً قيد التنفيذ قام ربيعَ العام 803م بحملةٍ عسكريةٍ رافقه فيها ابنه القاسم. ولم يستطع نقفور الرد فوراً لأنه واجه تمرداً واسع النطاق في صفوف جيشه في الأناضول بقيادة قائد جيشه باردينس توركوس إلى أن استطاع التخلص من باردينس وحشد قواته، واتجه لصد ثاني أكبر حملةٍ عسكريةٍ عباسيةٍ حتى ذلك الوقت يقودها الخليفة نفسه. بعد مداهمة الرشيد للمنطقة الحدودية متوغّلاً في منطقة قباذوقية، تواجه الجيشان لشهرين دونما خوض أي معركةٍ، إذ قام الحاكمان بتبادل الرسائل وبعدما عرض نقفور الموادعة على بدلٍ نقديٍّ يدفعه توصلا إلى اتفاق هدنةٍ لما تبقى من العام. وافقَ الرشيد على الهدنة وقام بالانسحاب مكتفياً بما حقّق.
في العام التالي (804م) مع انتهاءِ الهدنةِ عبرت قوةٌ عسكريةٌ عباسيةٌ بقيادة إبراهيم بن جبريل جبال طوروس جنوبي الأناضول، ورغم تجهز نقفور لمواجهتها إلا أنه فوجئ بهزيمةٍ كبيرةٍ كاد فيها ألا ينجو بحياته في معركة كراسوس ما أدى إلى طلبه الهدنة مجدداً مقابل المسالمة وأداء الجزية. قبلَ الخليفةُ ووجدها فرصةً ليتفرغ للفتن التي اشتعلت في خراسان. إثر ذلك تبودِل الأسرى في الشتاء على الحدود بالقرب من نهر ليمونلو في قِلِيقِيَا، فجرت مبادلة 3,700 مسلمٍ مقابل الأسرى البيزنطيين من السنوات السابقة.
توجّه الرشيد إلى خراسان لكنه -لاهتمامه بأمر الجبهة البيزنطية وتوجسه شراً من نقفور- ولىّ ابنه القاسم أميراً على المنطقة لمراقبة الحدود. كانت المناطق الحدودية مقسمةً بناءً على الاستراتيجية الحربية للدولة إلى منطقة الثغور وهي مجموعة الحصون والقلاع والمدن المحصنة على الحدود بين الدولتين التي يمكن أن يتوغل فيها العدو في حال تحقيقه المفاجأة (بمنزلة منطقة مناورةٍ وامتصاصٍ للهجمات المباغتة، ومشاغلة وتأخير أي هجومٍ معادٍ ريثما يتم الحشد الرئيس في منطقة العواصم)، ومنطقة العواصم وتتألف من مجموعةٍ من المدن الكبيرة نوعاً ما -وتضم الأقاليم الخلفية فضلاً عن الحصون الجنوبية- بحيث يمكنها أن تحشد في أقرب وقتٍ جيشاً نظامياً متأهباً للتحرك في هجومٍ مضادٍّ، وامتدت من أنطاكية حتى الفرات. دعيت الأولى بالثغور لأنها تفضي إلى خارج حدود الدولة (تشبيهاً بثغر الإنسان)، فيما دعيت الثانية عواصمَ لأنها تعصم المناطق الداخلية في الإمبراطورية الإسلامية وتحميها. عنت التسمية التمييزَ بين المنطقة الحدودية الجنوبية والحصون الشمالية الخارجية المتاخمة لحدود الدولة البيزنطية. كان للدولة منطقتا ثغور غربية في قليقيا الغربية شمال جبال طوروس، وشرقية على نهر الفرات، وجُعلت منبج (شمال شرقي حلب) لتوسّطها عاصمةً لمنطقة العواصم ومقراً للقيادة العسكرية الرئيسة (بمنزلة هيئة الأركان)، ثم غدت أنطاكيّة العاصمة لتركز المناوشات والهجمات على المنطقة الغربية أكثر لخطورتها كونها أقرب إلى القسطنطينية.
استغل نقفور الفرصة ربيع 805م، ونقض العهد بإعادة بناء الحصون المدمرة في عدة مدنٍ شملت صفصاف وثيباسا والقرة، وبحلول الصيف قام بأول غارةٍ على الثغور الحدودية العربية الإسلامية في قليقيا الغربية (أول حملةٍ بيزنطيةٍ استطاعت التوغل في أراضي الإمبراطورية الإسلامية منذ عقدين) فداهم البيزنطيون المناطق المحيطة بالحصون في المُصَيْصَة وعين زربة وحازوا أسرى. قامت الحامية العسكرية في المُصَيْصَةِ -بعمليةٍ عسكريةٍ شجاعةٍ- بمباغتة القوة البيزنطية بهجومٍ مضادٍّ واستعادت معظم الأسرى والغنائم، غير أن البيزنطيين اتجهوا إلى طرسوس (أحد الثغور الإسلامية، 15 كم شمال شرق مرسين) التي كان الرشيد أمر عام 786م بإعادة بناء حصونها وتهيئتها وتعزيزها ضد الهجمات دعماً لبسط السيطرة على قليقيا الغربية، وسرعان ماسقطت قليقيا الغربية بيد البيزنطيين وأسرت الحامية العسكرية بأكملها.
قضت الخطة البيزنطية بالهجوم على محورين؛ محورٌ رئيس باتجاه قليقيا الغربية (شمال غربي خليج إسكندرونة وتضم حصوناً ومدناً استراتيجيةً مثل طرسوس والمُصَيْصَة وعين زربة وحصن الصقالبة)، ومحورٌ لتشتيت الانتباه ومشاغلة الحاميات المرابطة حيث قامت قوة بيزنطية في الوقت نفسه بهجومٍ تضليليٍّ فداهمت حدود الجزيرة الفراتية العليا (تقع بين نهري الفرات ودجلة) إلا أنها لم تنجح بمحاصرة حصن مدينة مَلَطْية واجتياز الفرات، كما بدأ تمرد بتحريضٍ بيزنطيٍّ على الحامية العربية الإسلامية المرابطة في قبرص.
أثارت عودة الهجمات البيزنطية المفاجئة القلق السياسي العام، وتلقى الخليفة تقاريرَ استخباراتيةً واستطلاعيةً تفيد بأن نقفور قد يُخطط لهجماتٍ مشابهةٍ العام المقبل تهدف لتهديد منطقة العواصم. هدف الرشيد من حملته رد الاجتياح البيزنطي الذي غدا يهدد منطقة العواصم التي عيّن ابنه القاسم المؤتمن أميراً عليها. ويعتقد المؤرخ الأمريكي المُتخصّص في التاريخ البيزنطي وارن تريدغولد بأنه لو تمكّن البيزنطيون من تحقيق أهدافهم من تلك الحملات (احتلال العواصم)، فإن الحاميات العسكرية البيزنطية في طرسوس وملطية كانت ستغلق بشكل جزئي الطرق الرئيسية أمام الاجتياحات العربية عبر طرسوس نحو الأراضي البيزنطية الأمر الذي كان سيصب في صالح البيزنطيين حسب قوله. ورأى تريدغولد بأن هدف نقفور الأول من تلك الحملات -بالرغم من إدراكه التفوق العددي والتعبوي (اللوجستي) الذي تتمتع به دولة الخلافة- كان على الأرجح استعراضاً للقوة من جانبه واختبارًا منه لقوة العباسيين.
إلا أن استشفاف الوضع الداخلي في القسطنطينية لربما يرينا وجهة نظرٍ أخرى؛ فنقفور قائد الجيش الذي وثب على العرش يفتقد إلى الشرعية التي تسند سلطته وتدعّم مُلْكَه، وقد قمع بعد توليه بأشهرٍ تمرداً عسكرياً واسعاً زحف حتى أسوار القسطنطينية قاده قائد الجيش باردينس توركوس الموالي لأيرين المليكة السابقة، ولأجل ذلك واستناداً للحجة التي أزاح بها الملكة الشرعية وهي تخاذلها أمام المسلمين وقبولها بشروطٍ مذلّةٍ الصلحَ معهم فقد كان لزاماً عليه -وهو المفترض به العسكري المحنك- أن يثبت علو كعبه في الميدان بمواجهة عدو شديد المراس عانت منه بيزنطة الكثير على مدى قرنين تقريباً.

## الحملة
بعدما حسمَ الأمور في خراسان في تشرين الثاني/نوفمبر 805م تفرغ الرشيد للحدود الغربية، فجهز لحملةٍ ضخمةٍ بهدف رد الاعتبار وردع نقفور عام 806م، وحشد القوات من الشام وفارس ومصر. وفقاً للطبري بلغ عديد الجيش 135,000 جندي نظامي، وبإضافة الكتائبَ من الجند الاحتياط والمتطوعة يتوقع أن يراوح العدد ما بين مئةٍ وخمسين ألفاً ومئتي ألفٍ، وحسب ادعاءات تيوفان المعرّف البيزنطي وصل العدد إلى 300,000 جندي مما يجعله أكبر الأرقام المسجلة في تاريخ العصر العباسي بأكمله، وهو ما يفوق مقدرة الجيش البيزنطي بكثير. على الرغم من أن إحصائيات تيوفان مبالغ فيها دون شك، إلا أنها تعطي فكرةً عن حجم القوات العباسية. في الوقت نفسه ولّى الرشيد حميد بن معيوف الهمداني قائداً للبحرية على سواحل بحر الشام إلى مصر بهدف تجهيز بحريته لمهاجمة قبرص.

خريطة المنطقة الحدودية البيزنطية-العربية شمال غربي بلاد الشام حيث وقعت الحملة العباسية عام 806

غادر الجيش العباسي الضخم انطلاقاً من مدينة الرقة (التي يتخذها الرشيد محل إقامته في الشام ليكون قريباً من الجبهة) في 11 حزيران/يونيو 806م، تحت إمرة الخليفة نفسه، ونقل الطبري أن الرشيد اتخذ خوذةً نُقِشت عليها عبارة «غازٍ حاج». عبر العباسيون قليقيا حيث أمر الخليفة بإعادة بناء طرسوس ودخل المدينة البيزنطية قباذق (إحدى الثغور البيزنطية) عبر المداخل القليقية أو باب قيلقية، ثم توجه إلى مدينة طوانة -ضمن الأراضي البيزنطية- التي انسحب منها البيزنطيون أمام جيشه، وفيها بدأ تأسيس قاعدة عملياته (مقر قيادة وإرسال حملات)، فأمر عقبة بن جعفر الخزاعي بإعادة ترميمها وإقامة مسجد فيها، وأرسل قائده عبد الله بن مالك الخزاعي ليستولي على «ذي الكلاع» (سيدروبالوس) ومنها توجّه ابن عم الخليفة داود بن عيسى بن موسى مع نصف الجيش العباسي (نحو سبعين ألفاً وفقاً للطبري) إلى مدينة قباذق المدمرة، وقام القائد شراحيل بن معن بن زائدة الشيباني بالاستيلاء على ما يُسمى قلعة السلاف الشهيرة باسم «حصن الصقالبة»، بالإضافة إلى مدينة دلسا (ثيفا) التي كان أُعيد بناؤها مؤخراً بناءً لأوامر نقفور، بينما استعاد يزيد بن مخلد حصن الصفصاف وملقونية، وامتدت سيطرة الجيش العباسي إلى مغارة الكحل المعروفة في المصادر البيزنطية باسم أندراسوس (بالإنجليزية: Andrasos)‏ (باليونانية: Ἀνδρασσός)‏؛ التي يُستدل من تاريخ يحيى بن سعيد الأنطاكي بأنها قريبة من المصيصة، ويُعتقد أنها نواحي قباذوقية اليوم، كذلك قاموا بمحاصرة كيزيسترا (من نواحي قيصرية اليوم)؛ وفيما واصل الرتلُ الأولُ (نصف الجيش) توغله -جذباً للانتباه- حتى مشارف القرّة (من منطقة العواصم البيزنطية) ولم يحتلها، أوغل الرشيد مع نصف جيشه الآخر جنوباً بغربٍ وفتح هرقلة بعد شهرٍ من الحصار في آب/أغسطس أو أيلول/سبتمبر.، وأمر بهدم المدينة التي نُهِبت، وأسر أهلها ورُحّلوا إلى دولة الخلافة. في الفترة نفسها غزا ابن معيوف قبرصَ ودمرها وأسر حوالي سبعة عشر ألفاً من سكانها بمن فيهم رئيس أساقفتها، فأقدمهم الرافقة (قرب الرقة)، وبلغ فداء أسقف قبرص ألفي دينار على ما ذكر ابن الأثير الجزري في تاريخه.
لم يتمكن نقفور الأول الذي تفوق عليه البلغار بالعدد وشكلوا مصدر تهديدٍ له من مقاومة الزحف العباسي، ومع انتصاره في بعض الاشتباكات المحدودة على كتائبَ في مناطقَ معزولةٍ فقد بقي على إدراكٍ تام بحجم وأهمية الجيش العباسي الرئيسي. في النهاية وبسبب احتمال قيام الرشيد بحملةٍ للاستيلاء على القرّة خلال الشتاء (تدعى شاتية وهي الحملة التي تتم في الشتاء) قرّر نقفور ابتعاث سفارةٍ على مستوى عالٍ، ثلاثة رجال دين هم: ميخائيل أسقف سينادا، وبطرس رئيس الدير في غولايون، وجرجير (ربما جرجس) ممثل مدينة آماسرا عارضاً الصلح والإقرار بالجزية، وافق الخليفة على الصلح الذي تضمن جزيةً سنويّةً قدرها 30,000 صوليدوس ذهبي (عملة بيزنطية) وفقاً لتيوفان وخمسون ألفاً وفقاً للطبري، بالإضافة إلى فرض الرشيد جزية شخصية كعقابٍ رمزي بحق الإمبراطور وابنه ولي عهده ستوراكيوس عبارةً عن ثلاث قطعٍ ذهبيةٍ من العملة عن كل واحدٍ منهما تُقدّم للخليفة (تُؤدى مرتين أو أربع مرات على التوالي وفقاً للطبري). كانت هذه العقوبة بمنزلة إقرارٍ بأن الإمبراطور البيزنطي وابنه ولي عهده قد أصبحا من أتباع الخليفة، كما اشتُرط على نقفور ألا يُعيد بناء الحصون المدمّرة. وبناءً على المعاهدة أمر الخليفة بالانسحاب من المناطق المُحاصرة وأخلى الأراضي البيزنطية التي وصلتها قواته ولم تتمركز بها بعد.

## تداعيات الحملة
تلا اتفاقية الصلح تبادلٌ وديٌ مفاجئ بين هارون الرشيد ونقفور الأول، فقد روى الطبريُّ أنّ نقفوراً طلب من الخليفة أن يرسل له عطوراً وفتاةً من هرقلية (هرقلة) كعروسٍ مرشحةٍ لابنه ستوراكيوس، كما أورد أنّ الرشيد أمر بالبحث عن هذه الفتاة وتم إحضارها وتزيينها وحملها على مقعدٍ ٍفي خيمةٍ سبق أن أقام فيها الخليفة نفسه، وتم تسليم الفتاة والخيمة ومحتوياتها والسفن وتجهيزاتها إلى مبعوث نقفور، وأرسل الرشيد أيضاً عطوراً إلى الإمبراطور كان طلبها إضافة إلى تمرٍ وأطباقِ حلوى هلاميةٍ وزبيبٍ وأدوية.
رد نفقور الأول الجميل وأرسل حصاناً محملاً بخمسين ألف قطعةٍ نقديةٍ فضيةٍ ومئة قطعةٍ من قماش الساتان ومئتي قطعةٍ من الديباج الفاخر واثني عشر صقراً وأربع كلاب صيدٍ وثلاث خيولٍ أخرى، لكنه بمجرد انسحاب العرب قام باستعادة الحصون الحدودية واستنكف عن أداء الجزية (الأرجح قيامه بذلك بعد ورود معلوماتٍ استخباراتيةٍ عن فتن خراسان واضطرار الرشيد للانسحاب). وفقاً لتيوفان فإن الرشيد أمر على الفور وبشكلٍ غير متوقعٍ (المقصود بشكلٍ مباغتٍ إذ من غير المعقول أن تمر هكذا حادثة من دون توقع هجومٍ مقابل) بالعودة إلى ثيباسا (من ثغور الدولة البيزنطية) والاستيلاء عليها كردٍّ على ذاك التصرف لكن هذا الأمر لم يتم إثباته في مصدرٍ آخر، غير أن موقف تيوفان المعروف بعدائه وتحيزه ضد العرب يمنح مصداقيةً إضافيةً لهذه الرواية.
شن العرب غاراتٍ انتقاميةً متتابعةً في العام التالي (807م) بهدف ترسيخ هيبتهم أمام البيزنطيين واجهت إحداها قادها يزيد بن مقلد الحبيري الفزاري الهزيمة وسقط فيها يزيد نفسه على أرض المعركة، أما الغارة الكبرى التي قادها هرثمة بن أعين فتصدى لها نقفور بنفسه وتراجع كلا الطرفين بعد معركةٍ غير حاسمة. أغار البيزنطيون على مدينة مرعش بالمقابل، بينما شن ابن معيوف غارةً بحريةً ضخمةً أواخر الصيف فتح إثرها جزيرة رودس (في بحر إيجه والقريبة جداً من البر الأسيوي) وأوغلت حتى وصلت إلى أقصى حدود شبه جزيرة البيلوبونيز (أرض اليونان التاريخية وفيها المدن اليونانية الرئيسية) وأثارت فيها تمرداً بين السكان السلافيّين المحليين. خسر ابن معيوف العديد من السفن بسبب عاصفة في طريق عودته، وتم إخماد الثورة السلافية بعد فشل السيطرة على باتراس. توقفت الجهود العباسية ذاك العام بسبب تمرد رافع بن الليث في خراسان مما أجبر الرشيد على المغادرة إلى الشرق مرة أخرى، وأبرم هدنة جديدة وتبادلاً آخر للأسرى في لاموس عام 808م فأتاح لنقفور الأول الإبقاء على مكاسبه؛ الحصون الحدودية والتوقف عن أداء الجزية.

## التأثيرات

خريطة التوسع الإسلامي والعالم الإسلامي في ظل الخلافة الأموية وبدايات الخلافة العباسية من القرن السابع إلى منتصف القرن العاشر الميلادي.

من الناحية العسكرية حققّت حملة الرشيد نتائجها المرجوة وهو الردع غير أنها لم تُحقّق فتحاً دائماً، ذلك أن نقفوركان سبّاقاً إلى انتهاك الهدن والمعاهدات التي كان يُبرمها. وحسب بعض الباحثين الغربيين لو أخذ الرشيد بآراء بعض قادته واتجه نحو الغرب البيزنطي لفتح مدنه الكبرى لكان الضرر الذي لحق بالبيزنطيين طويل الأمد، إلا أنه -على ما يظهر- كان يعتقد بأن استعراض القوة العسكرية كفيلٌ بإرهاب نقفور ومنعه من تكرار هجماته، وبالأحرى فإن الفتن في خراسان كانت دائماً تمنعه من حصد نتائج حملاته وتجعله واقعاً بين نارين.a[›]
يمكن القول بأن فتح هرقلة حقق نجاحاً مؤكداً إذ إن نقفور بعد العام 806 تخلى عن جميع خططه الاستفزازية قِبَلَ العباسيين، والسبب غالباً يعود إلى الأعباء المادية الباهظة الناتجة عن حربٍ طويلة الأمد مع دولةٍ بحجم الدولة العباسية، ووجّه بدلاً من ذلك إمكانياته نحو الإصلاحات المالية واستعادة البلقان وحروبه مع البلغار (ثمة شكوكٌ -لئن تك غير مؤكدة فلأن القضايا الاستخباراتية تكتنفها السرية دوماً- بتلقي البلغار دعماً عباسياً في صراعهم مع بيزنطة).
تعود أهمية فتح هرقلة من وجهةٍ عسكريةٍ محضة لكونها عاصمةً مهمةً في منطقة العواصم البيزنطية، فمع أن نقفور لم يمكنه تجاوز منطقة الثغور الإسلامية إلا أن الرشيد في حملته اللاحقة أثبت أن يستطيع الوصول إلى قلب منطقة العواصم البيزنطية (هرقلة وطوانة والقرّة) وتهديدها تهديداً جدياً فضلاً عن الخسائر المادية، وهو الأمر الذي أراد من نقفور اكتناهه ويقود إلى هدفه الاستراتيجي الذي ابتغى تحقيقه وهو الردع. من هذا المنظور فإن الحملة (والحرب عموماً بوصفها صراعُ إراداتٍ) حققت هدفها كما أراده لها الرشيد.
على أن جهود نقفور الأول كلها انتهت بمقتله بشكلٍ مأساوي في معركة بليسكا الكارثية عام 811م ضد البلغار والتي دُمّر فيها الجيش البيزنطي بأجمعه تقريباً. من جانبٍ آخر مرت الخلافة العباسية بمرحلة عدم استقرارٍ بعد وفاة هارون الرشيد في 24 آذار/مارس809 حين نشبت حرب أهلية بين ابنيه الأمين (حكم ما بين 809-813)، والمأمون (حكم ما بين 813-833) عُرفت بالفتنة الرابعة، وبسببها لم يهتم العباسيون بالتحولات في الدولة البيزنطية والضعف الذي حاق بها.
كانت الحملة العسكرية التي شُنّت العام 806 بقيادة الرشيد وأدّت إلى فتح هرقلة، والصائفة (في الصيف) التي سيّرها بقيادة هرثمة بن أعين العام 807، آخر الحملات العباسية المُنظمة الرئيسية ضد البيزنطيين والتي امتدت لأكثر من عشرين عاماً، وباستعراض تاريخ الطبري لم تحدث حتى عام 833 حملاتٌ واسعة النطاق جرى خلالها اختراق الحدود بين الجانبين حتى جلس ثيوفيلوس على العرش (ما بين 829-842) حيث قاد مواجهاتٍ عسكريةً تصدّى لها المأمون الذي توفي غازياً في طرسوس، ومِن بعده المعتصم بالله (حكم ما بين 833-842)، وكانت هذه المواجهات العسكرية الواسعة والعابرة للحدود استئنافاً للمواجهات بين الدولتين.
لايمكن تقدير أهمية الحملة من دون النظر إلى تاريخ الصراع بين الدولتين. كانت الدولة البيزنطية عقب نحو قرنين من الفتوحات العربية الإسلامية في حالةٍ شديدة الوهن، فمن جهةٍ خسرت أراضيها ومواردها في الشام ومصر وشمالي إفريقية وقبرص ولم يتبق لها في الأناضول إلا غربي الفرات وفي أوروبا اليونان وتراقيا (وهو السبب الذي أسهم في توسع دولةٍ ناشئةٍ كالبلغار على حسابها، والحروب البلغارية-البيزنطية التي عانت بيزنطة طويلاً لحسمها)، وهي لن تستفيد من مردود النشاط الاقتصادي بفعل الموقع الاستراتيجي المتميز للقسطنطينية إلا بعد انتعاش التجارة الدولية عبر المتوسط بعد ذلك بقرنين بدءاً من القرن الحادي عشر الميلادي.
من جهةٍ أخرى كانت الخلافة الإسلامية أيام الرشيد دولةً تمتد من أواسط آسيا إلى شمالي إفريقية ومن القوقاز والأناضول إلى اليمن والسند (البنجاب)، وتسلسل الأحداث يرينا أن البيزنطيين كانوا دوماً لايستطيعون أكثر من الإغارة نقضاً للهدنة أو الصلح، ثم الانكفاء أمام توغل جيش الخلافة، ثم طلب الهدنة مجدداً، ليعودوا إلى نقضها فيما بعد وهكذا، والحق إن من غير المعقول أن العرب كانوا على غير درايةٍ عميقةٍ بوضع بيزنطة واستقرارها، ولكنهم كانوا ينظرون إلى المعارك معها كاشتباكاتٍ حدوديةٍ خارجية، في حين كان الخلفاء يولون الفتن (الثورات) الداخلية أهميةً أكبر بكثير. كان العباسيون إمبراطوريةً عالميةً دونما منافسٍ، وكانت وحدة دولتهم شاسعةِ الأرجاءِ أولويةً بالنسبة إليهم في زمنٍ كانت الأخبار والتحركات تقتضي أسابيع حتى ترد إلى العاصمة.
فإلى جانب الخلافة الأموية ثم العباسية لايمكننا الحديث عن البيزنطيين كإمبراطوريةٍ في ذلك الوقت، بل كدولةٍ مجاورةٍ صغيرةٍ ليست سوى ظلٍّ باهتٍ لما كانت عليه أيام جوستنيان (527–565م)، حتى إن العرب المسلمين كانوا أكثر من وصل أسوار القسطنطينية وحاصروها عبر التاريخ إذ بلغ عدد حملاتهم التي حاصرتها بدءاً من سنة 674م ثمانية آخرها حملة الرشيد عام (165هـ/782م)، ثم أتت مرحلةٌ كانت فيها الحرب سجالاً بين الطرفين (مع أفضلية نسبية للبيزنطيين) أيام الحمدانيين وكانوا إمارةً صغيرةً في حلب (القرن الرابع الهجري/ العاشر الميلادي)، ثم شهد القرن الحادي عشر الميلادي تمدداً بيزنطياً نحو الساحل الشامي بسبب الضعف الداخلي العام، أما بعد ذلك على عهد السلاجقة فاستؤنف الصراع على أشده حتى استولت دولة سلاجقة الروم (عاصمتها نيقية ثم قونية)، ثم الدويلات التركمانية -ومنها العثمانيون- (بعد سقوط بغداد) على معظم الأناضول.
كانت حملةُ هارون الرشيد على هرقلة ذاتَ تأثيرٍ عميقٍ في الأعمال الأدبية، ووفقاً للمسعودي فقد ارتبطت بالكثير من قصص المبالغات بين العرب (طبعاً لأهميتها)، وحظيت بأهميةٍ عظمى عند الأتراك العثمانيين. ذكر المؤرخ أوليا جلبي أحداث حملة الرشيد عام 782م قائلاً إنه حاصر القسطنطينية مرتين انسحب في أولاها بعدما استولى على مساحاتٍ شاسعةٍ جداً من أراضي بيزنطة مشيداً قلعةً هناك (تؤوّل كمحاكاةٍ لقصة الملكة عليسة بالرغم من أنه لايوجد أدنى رابطٍ بين الأسطورة الكنعانية-الفينيقية وهارون الرشيد، ولم يأتِ على ذكرها أحد من المؤرخين المسلمين، وعلى الأرجح البيزنطيين أيضاً)، وفي المرة الثانية حين قام الرشيد بشنق نقفور الأول في آيا صوفيا.

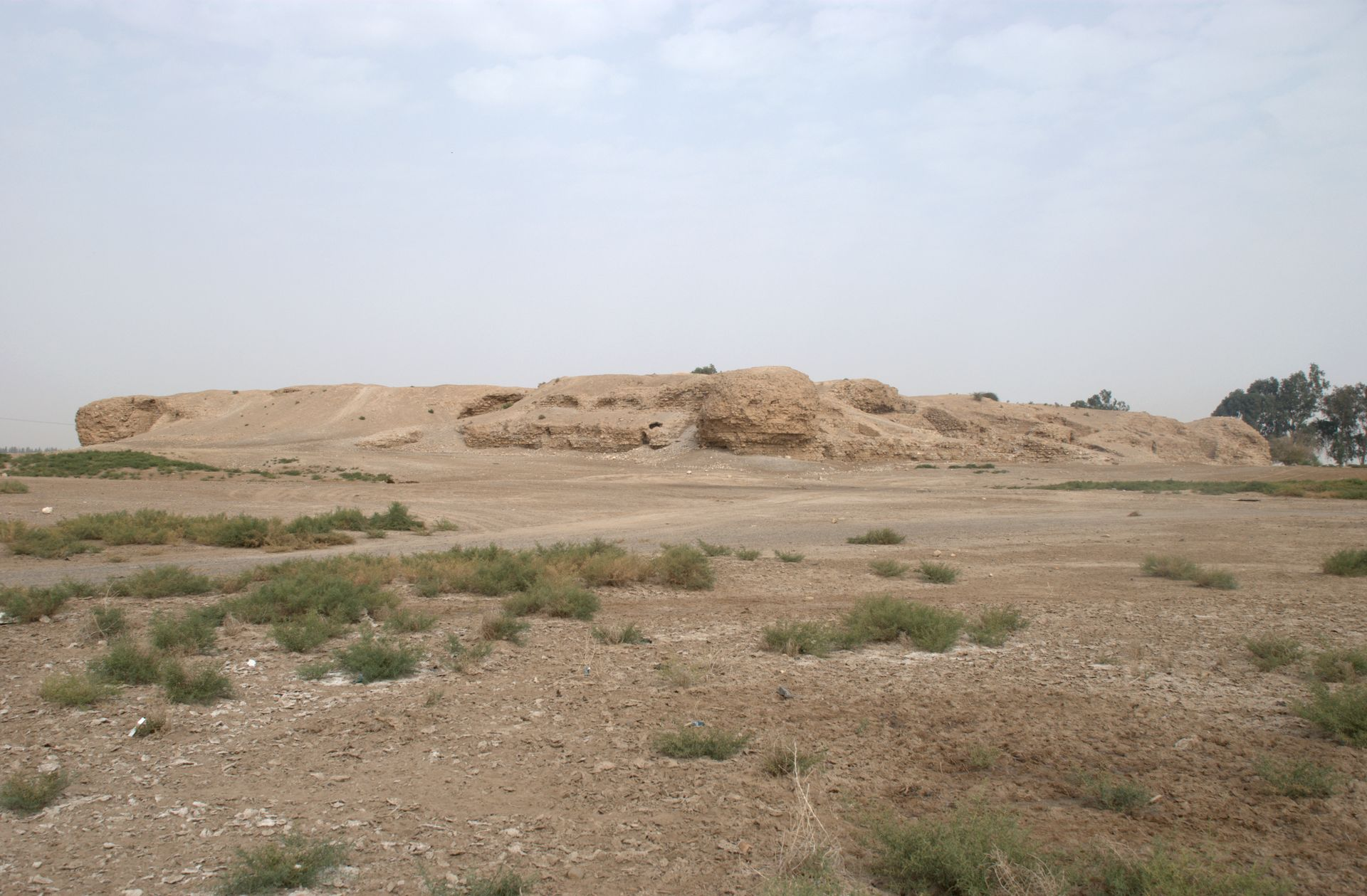
مشهد عام لأنقاض القصر

من جهته أمر هارون الرشيد ببناءٍ تذكاري تخليداً لفتح هرقلة على بُعد حوالي ثمانية كيلومترات إلى الغرب من الرقة مكان إقامته الرئيس. يتكون البناء الذي يعرف باسم قصر هرقلة (نسبة لمدينة هرقلة)، من مبنىً مربعٍ طول ضلعه مائة متر يُحيط به جدار دائري يبلغ قطره خمسمائة متر تقريباً، وله أربع بوابات رئيسية. ويُزعم أن البناء الرئيس شُيِّد من الحجارة التي أُخذت من الأبنية التي هُدِمت جراء الحملات العباسية في الأناضول بناءً على أوامر الرشيد بين الأعوام 806-807، وإن يك هذا مستبعداً لصعوبة نقل الحجارة كل تلك المسافة الشاسعة.
ويوجد في الطابق الأرضي أربعة أواوين وسلم يؤدي إلى الطابق العلوي الذي تُرِك غير مكتملٍ بسبب مغادرة الرشيد إلى خراسان ووفاته هناك. بينما يشير ياقوت الحموي إلى أن بناء القصر كان كاملاً بقوله: «...وبقي الحصن عامراً مدةً حتى خرب، وآثاره إلى وقتنا هذا باقية وفيه آثار عمارة وأبنية عجيبة».